# Balla, Mulbagal
Balla là một làng thuộc tehsil Mulbagal, huyện Kolar, bang Karnataka, Ấn Độ.